# Daniela Philippi (Musikwissenschaftlerin)
Daniela Philippi (* 1966 in Limburg an der Lahn) ist eine deutsche Musikwissenschaftlerin mit den Forschungsschwerpunkten Christoph Willibald Gluck, Antonín Dvořák und tschechische Musikgeschichte sowie Musik des 20. Jahrhunderts.

## Leben
Daniela Philippi studierte von 1985 bis 1992 Musikwissenschaft, Publizistik sowie Allgemeine und Vergleichende Literaturwissenschaft an der Johannes Gutenberg-Universität Mainz. Zusätzlich absolvierte sie von 1985 bis 1989 ein Studium am Bischöflichen Institut für Kirchenmusik des Bistums Mainz, das sie 1989 mit der Kirchenmusiker-Prüfung C abschloss. 1992 promovierte sie bei Christoph-Hellmut Mahling am Musikwissenschaftlichen Institut der Johannes Gutenberg-Universität Mainz über das Thema Antonín Dvořák – Die Geisterbraut (Svatební košile) op. 69 und Die heilige Ludmilla (Svatá Ludmila) op. 71. Studien zur »großen Vokalform« im 19. Jahrhundert.
Seit 1993 ist sie wissenschaftlicher Mitarbeiter bei der Gluck-Gesamtausgabe in der Akademie der Wissenschaften und der Literatur, Mainz. Von 1991 bis 2000 war sie außerdem Lehrbeauftragte am Musikwissenschaftlichen Institut der Johannes Gutenberg-Universität Mainz. Im Jahre 2000 erfolgten die Habilitation und die Verleihung der Venia legendi für das Fach Musikwissenschaft am Fachbereich Geschichtswissenschaft der Johannes Gutenberg-Universität Mainz. Die Habilitationsschrift befasste sich mit dem Thema  Das Neue in der zeitgenössischen Orgelmusik seit Ende der 1950er Jahre.
Von 2000 bis 2007 war Daniela Philippi Privatdozentin, von 2007 bis 2011 war sie außerplanmäßige Professorin am Musikwissenschaftlichen Institut der Johannes Gutenberg-Universität Mainz. 2002 wurde sie Mitglied im Herausgebergremium der Gluck-Gesamtausgabe. Von 2002 bis 2018 war sie Mitglied der Arbeitsgruppe zur Vorbereitung (2004 bis 2018 Editorial Board) der Neuen Dvořák-Gesamtausgabe/New Dvořák Edition (NDE), 2006 wurde sie hier auch Research Fellow. Seit 2003 ist sie Mitglied des Editorial Boards der Martinů-Gesamtausgabe. Von 2003 bis 2005 lehrte Daniela Philippi zusätzlich Musikwissenschaft an der Robert Schumann Hochschule Düsseldorf (RSH). Von 2005 bis 2018 war sie Mitglied im internationalen Redaktionsrat (Mezinárodní redakční rada) der von der Tschechischen Akademie der Wissenschaften in Prag herausgegebenen Fachzeitschrift „Hudební věda“.
Im Sommersemester 2009 nahm sie einen Lehrauftrag am Musikwissenschaftlichen Seminar der Ruprecht-Karls-Universität Heidelberg wahr. Im Studienjahr 2009/10 vertrat sie eine Professur am Institut für Musikwissenschaft der Johann Wolfgang Goethe-Universität Frankfurt am Main. Im Wintersemester 2010/11 hatte sie dort einen Lehrauftrag. Von 2011 bis 2024 war Daniela Philippi Inhaberin der Akademieprofessur am Institut für Musikwissenschaft der Johann Wolfgang Goethe-Universität Frankfurt am Main. Seit dem Sommersemester 2025 hat sie an diesem Institut die Vertretungsprofessur für Historische Musikwissenschaft inne. Seit 2013 ist sie 1. Vorsitzende des Frankfurter Vereins Musica Judaica, seit 2019 außerdem 1. Vorsitzende der Frankfurter Telemann-Gesellschaft.

## Werke (Auswahl)

### Monographien
- Antonín Dvořák – Die Geisterbraut / Svatební košile op. 69 und Die heilige Ludmilla / Svatá Lumila op. 71. Studien zur »großen Vokalform« im 19. Jahrhundert (= Mainzer Studien zur Musikwissenschaft 30). Hans Schneider, Tutzing 1993.
- Neue Orgelmusik. Werke und Kompositionstechniken von der Avantgarde bis zur pluralistischen Moderne. Bärenreiter, Kassel usw. 2002.
- „Die Leute singen mit so viel Feuer …“. Der Cäcilienchor Frankfurt am Main 1818 bis 2018. Herausgegeben von Daniela Philippi und Ralf-Olivier Schwarz. Henrich, Frankfurt am Main 2018.
- Bernhard Sekles. Musikpädagoge und Komponist (= Jüdische Miniaturen, 310). Von Daniela Philippi und Stefana Sabin. Hentrich & Hentrich, Berlin – Leipzig 2023.

### Wissenschaftliche Notenausgaben
- Christoph Willibald Gluck: Le Cadi dupé / Der betrogene Cadi, Opéra-comique in einem Akt von Pierre-René Lemonnier / Deutsche Version von Johann André. In: Christoph Willibald Gluck. Sämtliche Werke, Abteilung IV: Französische komische Opern, Bd. 6. Bärenreiter, Kassel usw. 1999.
- Christoph Willibald Gluck: La contesa dei Numi, Componimento drammatico, Text von Pietro Metastasio, bearbeitet von Thomas Clitau. In: Christoph Willibald Gluck. Sämtliche Werke, Abteilung III: Italienische Opere serie und Opernserenaden, Bd. 13. Bärenreiter, Kassel usw. 2004.
- Christoph Willibald Gluck: Oden und Lieder, herausgegeben von Daniela Philippi und Heinrich W. Schwab. In: Christoph Willibald Gluck. Sämtliche Werke, Abteilung VI: Vokalmusik, Bd. 2. Bärenreiter, Kassel usw. 2011.
- Christoph Willibald Gluck: Cythère assiégée, Opéra-ballet in drei Akten (Paris 1775), herausgegeben von Daniela Philippi. In: Christoph Willibald Gluck. Sämtliche Werke, Abteilung IV: Französische komische Opern, Bd. 9. Bärenreiter, Kassel usw. 2019.

### Aufsätze in Sammelwerken und Fachzeitschriften
- Dvořák und die Entwicklungen oratorischer Formen im 19. Jahrhundert. In: Dvořák-Studien, hrsg. von Klaus Döge und Peter Jost, Mainz usw. 1994, S. 147–155. (Auf Englisch erschienen unter dem Titel: Dvořák and the Development of Oratorio in the Nineteenth Century, in: Czech Music 18/1, 1993, S. 45–57).
- Andreas Rombergs Vertonung „Das Lied von der Glocke“. In: Festschrift Christoph-Hellmut Mahling zum 65. Geburtstag (= Mainzer Studien zur Musikwissenschaft 37), hrsg. von Axel Beer, Kristina Pfarr und Wolfgang Ruf, Tutzing 1997, S. 1077–1093.
- Neue Musik für Bläser und Orgel – mit und ohne Schlagzeug. In: Kongreßbericht Mainz 1996 (= Alta Musica 20), hrsg. von Eugen Brixel, Tutzing 1998, S. 293–306.
- Theo Brandmüllers „Missa“ in der Sprache unserer pluralistischen Zeit. In: Musica Sacra 118, 1998/1, S. 57–63.
- Zur Quellenlage von Glucks Opéras-comiques. Ein Arbeits- und Forschungsbericht. In: Kolloquiumsbericht der Gluck-Gesamtausgabe. Tanzdramen / Opéra-comique (= Gluck-Studien 2), hrsg. von Gabriele Buschmeier und Klaus Hortschansky, Kassel usw. 2000, S. 101–113.
- Weder Bürger- noch Pfaffenschreck. Zur aktuellen Situation zeitgenössischer Orgelmusik. In: Organ 3/99, S. 10–18.
- Zum Kanon konzertant verwendeter Arien von Christoph Willibald Gluck. In: Mozart-Jahrbuch 2000, S. 215–224.
- Galanter Stil – ein Phänomen jenseits nationaler Idiome in der Musik der ersten Hälfte des 18. Jahrhunderts? (überarbeitete Fassung des Habilitationsvortrags vom 15. November 2000). In: Der Galante Diskurs. Kommunikation und Epochenschwelle (= Arbeiten zur Neueren deutschen Literatur 6), hrsg. von Thomas Borgstedt und Andreas Solbach, Dresden 2001, S. 355–368.
- Besetzungsmuster der Musikgeschichte in der zeitgenössischen Kammermusik. In: Kammermusik in „gemischten“ Besetzungen (= Schloss Engers Colloquia zur Kammermusik 3), Mainz 2002, S. 159–179.
- Erzählungen ohne Worte oder Poetische Klavierstücke? Klavierballaden des 19. Jahrhunderts. In: Musikwissenschaft aktuell. Vorträge und Referate der Tagung der Gesellschaft für Musikforschung, Mainz 1997, hrsg. von Christoph-Hellmut Mahling und Kristina Pfarr, Mainz 2002, S. 297–313.
- Kompositionen Chopins in Choreographien des 20. Jahrhunderts. In: Chopin 1849/1999. Aspekte der Rezeptions- und Interpretationsgeschichte, hrsg. von Andreas Ballstaedt, Schliengen 2003, S. 126–137.
- Zwischen Gebrauchsmusik und Autonomie. Struktur und Zeitgestaltung der Minimal Music im Film. In: Film und Musik (= Augen-Blick – Marburger und Mainzer Hefte zur Medienwissenschaft 35), Schüren 2004, S. 88–100.
- Traditionelle Muster als Material. Zur Konzeption der 3. Sinfonie Krzysztof Pendereckis. In: Krzysztof Penderecki – Musik im Kontext. Konferenzbericht Leipzig 2003, hrsg. von Helmut Loos und Stefan Keym, Leipzig 2006, S. 167–181.
- Konnte es eine konzertante Gluck-Pflege geben? – Ergebnisse der Quellenforschung. In: Kammermusik an Rhein und Main. Beiträge zur Geschichte des Streichquartetts (= Colloquia zur Kammermusik IV), hrsg. von Kristina Pfarr und Karl Böhmer, Mainz 2007, S. 75–86.
- Aufbruch zur Neuen Musik in der Kirche oder der Ruf nach Wahrheit. Die ästhetischen Positionen der Reihe neue musik in der kirche / Wochen für geistliche Musik der Gegenwart 1965–1983. In: Rebellische Musik. Gesellschaftlicher Protest und kultureller Wandel um 1968 (= musicolonia 1), hrsg. von Arnold Jacobshagen und Markus Leniger, Köln 2007, S. 275–289.
- „Gluck les distribua derrière les coulisses.“ Zum Einsatz der Chöre in Glucks Alceste. In: Chöre und Chorisches Singen. Festschrift für Christoph-Hellmut Mahling zum 75. Geburtstag (= Schriften zur Musikwissenschaft 16), hrsg. von Ursula Kramer, unter Mitarbeit von Wolfgang Birtel, Mainz 2009, S. 139–153.
- Martinůs konzertante Musik für Kammerorchester und die Bedeutung des Klaviers. In: Bohuslav Martinů (= Musik-Konzepte Neue Folge. Die Reihe über Komponisten IX/2009, Sonderband), hrsg. von Ulrich Tadday, München 2009, S. 92–112.
- Chopin, die Sylphen und der Tanz. In: Chopin, der Antistar (= Wegzeichen Musik 5), hrsg. von Ute Jung-Kaiser und Matthias Kruse, Hildesheim 2010, S. 221–242.
- Zur Varianz der musikalischen Form „Air“ in Christoph Willibald Glucks Cythère assiégée II. In: Aria. Eine Festschrift für Wolfgang Ruf (= Studien und Materialien zur Musikwissenschaft 65), hrsg. von Wolfgang Hirschmann, Hildesheim – Zürich – New York 2011, S. 473–487.
- Fortführung der Tradition und Kirchenmusikerausbildung heute. In: Der Kirchenmusiker: Berufe – Institutionen – Wirkungsfelder, hrsg. von Franz Körndle und Joachim Kremer (= Enzyklopädie der Kirchenmusik, Bd. 3), Laaber 2015, S. 373–390.
- Christoph Willibald Gluck – Sämtliche Werke. In: Musikeditionen im Wandel der Geschichte, hrsg. von Reinmar Emans und Ulrich Krämer (= Bausteine zur Geschichte der Edition, 5), Berlin/Boston 2015, S. 261–287.
- Zu Dvořáks Opernschaffen im Kontext seines künstlerischen Werdegangs. In: Antonín Dvořák (= Musik-Konzepte Neue Folge. Die Reihe über Komponisten, Heft 174, Sonderband), hrsg. von Ulrich Tadday, München 2016, S. 21–41.
- Kirchenmusik und kirchliche Musikpflege in Prag um 1730. In: Gluck und Prag. Tagungsbericht (= Gluck-Studien, 7), hrsg. von Daniel Brandenburg, Kassel usw. 2016, S. 185–199.
- Klavierauszüge als Dokumente der Musikrezeption – betrachtet am Beispiel von Glucks Iphigénie en Tauride. In: Gluck, der Reformer? Kontexte, Kontroversen, Rezeption. Symposionsbericht Nürnberg, 18.–20. Juli 2014 (= Gluck-Studien 8), hrsg. von Daniel Brandenburg, Kassel usw. 2020, S. 55–68.
- Ballet Performance as Motivation for Pasticcio Practices – Gluck’s and Berton’s Cythère assiégée (1775). In: Operatic Pasticcios in 18th-Century Europe. Contexts, Materials and Aesthetics, hrsg. von Berthold Over und Gesa zur Nieden, Bielefeld 2021, S. 575–587.
- Tradition und Moderne in der Musik von Bernhard Sekles. In: Daniela Philippi, Stefana Sabin: Bernhard Sekles. Musikpädagoge und Komponist (= Jüdische Miniaturen, 310), Berlin – Leipzig 2023, S. 54–95.